# Kerteszov slijepac
Kerteszov slijepac (latinski: Anophthalmus kertecsi ili Anophthalmus kerteczi) hrvatska je i slovenska endemična vrsta trčaka koja pripada rodu Anophthalmus.

## Podvrste
- Anophthalmus kerteczi subsp. inhumeralis G. Müller, 1923. – prisutna u Sloveniji
- Anophthalmus kerteczi subsp. kerteczi Csiki, 1912. – prisutna u Hrvatskoj
- Anophthalmus kerteczi subsp. suhensis Daffner, 1996. – prisutna u Sloveniji

## Vanjske poveznice
- Anophthalmus kerteczi Csiki, 1912, BioLib
- Anophthalmus kerteczi Csiki, 1912, Fauna Europaea
- Anophthalmus kertecsi Csiki, 1912, Encyclopedia of Life